# 哈卡斯奇科區
9°51′46″S 76°32′10″W / 9.8627°S 76.5360°W
哈卡斯奇科區（西班牙語：Distrito de Jacas Chico），是秘魯的一個區，位於該國中部瓦努科大區的亞羅維爾卡省，始建於1960年4月20日，面積68.4平方公里，海拔高度3,795米，2005年人口2,356，人口密度每平方公里34人。